# Bahía de Kealakekua
La bahía de Kealakekua (en inglés: Kealakekua Bay) es una bahía en la costa de Kona, en la isla de Hawái, a unos diecinueve kilómetros al sur de Kailua-Kona.
Habitada desde hace más de mil años, el área circundante contiene muchos sitios arqueológicos e históricos, como templos religiosos (heiaus) y también el lugar donde murió el primer europeo documentado en llegar a las islas hawaianas, el capitán James Cook. La bahía fue incluida en el listado del Registro Nacional de Lugares Históricos en la isla de Hawái en 1973 como Distrito histórico de la bahía de Kealakekua. Es una zona de conservación de la vida marina y un destino popular para practicar kayak, buceo y snorkel.